# Шургалин, Михаил Александрович
Михаи́л Алекса́ндрович Шурга́лин (род. 6 января 1957) — российский дипломат. Чрезвычайный и полномочный посланник 1 класса (2023).

## Биография
Окончил Московский государственный институт международных отношений (МГИМО) МИД СССР в 1979 году. Владеет суахили и английским языками. На дипломатической службе с 1979 года.
В 1979—1983 годах — сотрудник Посольства СССР в Австралии.
В 1987—1990 годах — сотрудник Посольства СССР в Танзании.
В 1996—2000 годах — сотрудник Посольства России в США.
В 2003—2006 годах — сотрудник Постоянного представительства России при НАТО в Брюсселе.
В 2006—2011 годах — начальник отдела в Департаменте по вопросам новых вызовов и угроз МИД России.
В 2011—2021 годах — заместитель директора Четвёртого департамента стран СНГ МИД России.
В 2021—2022 годах — советник министра иностранных дел России.
С 31 мая 2022 года — чрезвычайный и полномочный посол Российской Федерации в Абхазии. Верительные грамоты вручил президенту Аслану Бжания 21 июля 2022 года.

## Дипломатический ранг
- Чрезвычайный и полномочный посланник 2 класса (4 июня 2014)[3].
- Чрезвычайный и полномочный посланник 1 класса (9 июня 2023)[4].

## Награды
- Знак отличия «За безупречную службу» XL лет (3 октября 2021) — За большой вклад в реализацию внешнеполитического курса Российской Федерации и многолетнюю добросовестную дипломатическую службу[5].

## Семья
Женат.